# Alexandre Clérisse
Alexandre Clérisse, né le 30 octobre 1980 à Aurillac, est un dessinateur de bande dessinée français.

## Biographie
Après un BTS de Communication visuelle à Aurillac, il passe un diplôme national d'arts plastiques à l'École européenne supérieure de l'image, à Angoulême ; Thierry Smolderen y est son professeur. Clérisse a participé à la bande dessinée en ligne Les Autres Gens. Il met en couleur l'adaptation en bande dessinée, par David Prudhomme, de La Farce de Maître Pathelin (2006, réédition en 2017) puis, seul, il crée Jazz Club (Dargaud, 2007). Sur un texte d'André Guénolee, il illustre un ouvrage jeunesse : À la maison (Casterman, 2008). Il reprend ses travaux en solo pour publier Trompe la mort en 2009 ((Dargaud). Revenant à l'illustration jeunesse, il illustre avec Mylène Rigaudie L’École des Lutins, sur un texte de Laurence Van Ruymbeke.
Scénarisé par Thierry Smolderen, l'album Souvenirs de l'Empire de l'Atome sort en 2013. L'ouvrage reçoit plusieurs récompenses culturelles, comme le Prix de la meilleure bande dessinée de science-fiction des Utopiales en 2013, et le Grand prix de l'Imaginaire BD en 2014. Les deux auteurs reprennent une collaboration pour L’Été Diabolik, hommage au fumetti Diabolik, sorti en 2016. L'œuvre est lauréate du prix Ouest-France- Quai des bulles, du Fauve Polar SNCF au Festival d'Angoulême 2017 et elle obtient le Prix de la BD Fnac. Le duo publie encore en 2019 Une année sans Cthulhu, référence au jeu de rôle l'Appel de Cthulhu.

## Œuvres
- La farce de Maître Pathelin, adaptation, scénario et dessin de David Prudhomme, couleurs Clérisse, Éditions de l'An 2, janvier 2006  (ISBN 2-84856-054-1) - réédition en 2017
- Jazz Club (scénario, dessin et couleurs), éd. Dargaud, coll. Long Courrier, janvier 2007  (ISBN 978-2-205-05921-2)
- À la maison (dessin), texte d'André Guénolee, éd. Casterman, coll. « Je choisis et je trouve », 2008  (ISBN 978-2203011953)
- Trompe la mort, (scénario, dessin et couleurs), éd. Dargaud, coll. Long Courrier, avril 2009  (ISBN 978-2-205-06209-0)
- L’École des Lutins dessin, avec Mylène Rigaudie), texte de Laurence Van Ruymbeke, éd. Glénat (P'tit Glenat), octobre 2009  (ISBN 978-2723468091)
- Souvenirs de l’empire de l’atome (dessin et couleurs), scénarisé par Thierry Smolderen, éd. Dargaud, janvier 2013  (ISBN 978-2-205-06930-3)
- L’Été Diabolik, (dessin et couleurs), scénarisé par Thierry Smolderen, éd. Dargaud, janvier 2016  (ISBN 978-2-205-07345-4)
- Alfred, Quentin et Pedro sont sur un plateau, éd Milan, coll. Milan et demi, octobre 2016 (ISBN 978-2745978141)
- Une année sans Cthulhu, (dessin et couleurs), scénarisé par Thierry Smolderen, éd Dargaud, octobre 2019
- Feuilles Volantes, éd. Dargaud, juin 2022

## Distinctions
- 2013 : Prix de la meilleure bande dessinée de science-fiction des Utopiales pour Souvenirs de l'Empire de l'Atome[7] (avec Thierry Smolderen)
- 2014 : Grand prix de l'Imaginaire BD pour Souvenirs de l'Empire de l'Atome[8] (avec Thierry Smolderen)
- 2017 :
  - Fauve Polar SNCF pour L’Été Diabolik au Festival d'Angoulême 2017 (avec Thierry Smolderen)
  - Prix de la BD Fnac pour L’Été Diabolik (avec Thierry Smolderen)
  - Prix Ouest-France Quai des bulles, à Saint-Malo pour L’Été Diabolik (avec Thierry Smolderen)
  - Gran Guinigi for Best Artist, Lucca Comics Festival, (Italie) pour L’Été Diabolik (avec Thierry Smolderen)[réf. souhaitée]
  - Prix des Lecteurs de Charente,  pour L’Été Diabolik (avec Thierry Smolderen)[réf. souhaitée]
  -  Prix Maurice-Petitdidier du Prix Bédéis causa, (Québec), pour L’Été Diabolik (avec Thierry Smolderen)[réf. souhaitée]
  -  Prix Peng ! de la meilleure bande dessinée européenne, (Allemagne), pour L'Été Diabolik (avec Thierry Smolderen)[réf. souhaitée]

#### Chroniques
- Frédéric Potet, « La vie pop d'Antoine », M Le Magazine du Monde,‎ 23 janvier 2016.
- C.L., « Un duo à voyager dans le temps », Aujourd'hui en France,‎ 31 janvier 2016.
- Stéphane Jarno, « L'Été Diabolik Thierry Smolderen et Alexandre Clérisse », Télérama,‎ 6 février 2016.
- Jean-Maurice de Montrémy, « Mystères et bulles de gomme : Les étoiles contre l'atome », Le Journal du Dimanche,‎ 6 mai 2013 (lire en ligne).
- Romain Brethes, « "L'Été Diabolik", du franco-belge à la sauce pop », Le Point.fr,‎ 10 février 2016.
- Jean-Pierre Fuéri, « Une année sans Cthulhu : entre jeux et dieux », Casemate, no 129,‎ octobre 2019, p. 49.
- Ronan Lancelot, « Une année sans Cthulhu : lancez deux dés 10 », dBD, no 137,‎ octobre 2019, p. 76.
- Ronan Lancelot, « Souvenirs de l'empire de l'atome : super fiction », dBD, no 70,‎ février 2013, p. 79.